# Bergehalde Beythal
Koordinaten: 50° 45′ 23″ N, 6° 26′ 56″ O
Das Naturschutzgebiet Bergehalde Beythal liegt auf dem Gebiet der Stadt Düren und der Gemeinde Hürtgenwald im Kreis Düren in Nordrhein-Westfalen.
Das Gebiet erstreckt sich südwestlich der Kernstadt von Düren und nordöstlich von Gey, einem Ortsteil von Hürtgenwald. Nordwestlich des Gebietes verläuft die B 399 und südlich die Kreisstraße K 29.
Die Bergehalde Beythal entstand seit Anfang der 1950er Jahre als Klärspülteich für Aufbereitungsrückstände aus der Blei-/Zinkerzaufbereitung des ehemaligen Tagebaus Maubacher Bleiberg.

## Bedeutung
Das etwa 53,5 ha große Gebiet wurde im Jahr 1990 unter der Schlüsselnummer DN-036 unter Naturschutz gestellt. Schutzziele sind die Erhaltung und Entwicklung von landesweit sehr seltenen basischen Sandmagerrasen verschiedenster Ausprägungen, Brachestadien, Hochstaudenfluren, Flachwasserbereichen mit Röhricht- und Verlandungszonen als Lebensraum von z. T. hochgradig gefährdeten bzw. vom Aussterben bedrohten Tier- und Pflanzenarten.